# Eupsittula
Eupsittula is een geslacht van vogels uit de familie van de Psittacidae (papegaaien van Afrika en de Nieuwe Wereld). De wetenschappelijke naam van het geslacht is voor het eerst geldig gepubliceerd in 1853 door Bonaparte.

## Soorten
De volgende soorten zijn bij het geslacht ingedeeld:
- Eupsittula aurea – Goudvoorhoofdparkiet
- Eupsittula cactorum – Cactusparkiet
- Eupsittula canicularis – Ivooraratinga
- Eupsittula nana – Olijfkeelaratinga
- Eupsittula pertinax – Maïsparkiet